# Iglesia de Dios en Cristo del Oeste de Los Ángeles
Iglesia de Dios en Cristo del Oeste de Los Ángeles (en inglés: West Angeles Church of God in Christ) es una megaiglesia pentecostal que está situada en el distrito histórico West Adams, West Angeles, en la ciudad de Los Ángeles, California, Estados Unidos, y miembro de la Iglesia de Dios en Cristo.

## Historia
La Iglesia fue fundada por el anciano Clarence E. Church en 1943. El primer santuario estaba situado en la avenida Adams, cerca de la interestatal número 10, conocida localmente como la autovía de Santa Mónica. En 1969 después de la muerte del anciano Church, Charles E. Blake, el hijo de un pastor y nativo de Little Rock, Arkansas, tomó el cargo de pastor de West Angeles y sirvió como su líder. 
En 1981, abrió un nuevo edificio en 3045 Crenshaw Boulevard, incluido un auditorio de 1000 asientos. En 1999, hizo la dedicación de un nuevo edificio que incluía un auditorio de 5.000 asientos en 3600 Crenshaw Boulevard.
Bajo el liderazgo del pastor Blake, la iglesia creció de 40 miembros a más de 24.000.
En 2019, vendió sus edificios en 3045 Crenshaw Boulevard para financiar la construcción de un Centro de vida familiar detrás del edificio en 3600 Crenshaw Boulevard.
En 2022, Charles Blake II se convirtió en pastor principal.